# Episothalma cognataria
Episothalma cognataria là một loài bướm đêm trong họ Geometridae.